# Erich Uschner
Erich Uschner (* 18. April 1920 in Dresden; † 16. September 1982 in Rostock) war ein deutscher  Funktionär der DDR-Blockpartei LDPD. Er war Vorsitzender des Bezirksvorstandes Rostock der LDPD.

## Leben
Uschner, von Beruf kaufmännischer Angestellter, leistete im Zweiten Weltkrieg Kriegsdienst bei der Marine. Später qualifizierte er sich zum Diplom-Staatswissenschaftler.
1949 trat er der LDPD bei. Er war zeitweise stellvertretender Vorsitzender des Rates des Kreises Sömmerda. Anschließend war er Vorsitzender des LDPD-Kreisverbandes Loburg und wurde 1954 zum Abgeordneten des Bezirkstages Magdeburg gewählt. Von 1955 bis 1962 war er Abteilungsleiter im LDPD-Zentralvorstand in Berlin. Von 1963 bis Mai 1982 fungierte er als Vorsitzender des LDPD-Bezirksvorstandes Rostock, gleichzeitig war er Mitglied des Zentralvorstandes der LDPD und Abgeordneter des Bezirkstages Rostock.
Uschner wurde am 6. Mai 1982 aus gesundheitlichen Gründen von der Funktion des LDPD-Bezirksvorsitzenden entbunden. Er starb vier Monate später im Alter von 62 Jahren und wurde auf dem Rostocker Westfriedhof bestattet.

## Auszeichnungen in der DDR
- Vaterländischer Verdienstorden in Bronze (1965) und in Silber (1974)
- Ehrenmedaille des Komitees Ostseewoche der DDR (1975)[4]
- Orden „Banner der Arbeit“ Stufe I (1978)
- Ehrenmedaille der Nationalen Front (1980)[5]